# Jožef Muhovič
Jožef Muhovič, slovenski slikar, grafik, likovni teoretik in publicist, leksikograf * 22. december 1954, Lenart pri Gornjem Gradu.

## Življenje in delo
Leta 1977 je diplomiral na Akademiji za likovno umetnost in oblikovanje v Ljubljani ter 1980 končal specialko iz slikarstva pri Janezu Berniku in 1981 iz grafike pri Bogdanu Borčiču, vzporedno je na Filozofski fakulteti v Ljubljani študiral filozofijo ter leta 1981 magistriral in 1986 doktoriral. V letih 1993−1996 je kot štipendist Humboltove ustanove gostoval na nemških univerzah v Magdeburgu in Berlinu. Na Akademiji za likovno umetnost in oblikovanje v Ljubljani (od 1998 kot redni profesor) predava likovno teorijo.
Izdal je temeljno likovnoteoretsko delo na Slovenskem, obsežni Leksikon likovne teorije: slovar likovnoteoretskih izrazov z ustreznicami iz angleške, nemške in francoske terminologije (2015) s skoraj 900 stranmi, ki obsega ok. 800 gesel s področja likovne teorije in njenih poddisciplin – fotologije, teorije barv, likovne morfologije, likovne kompozicije, teorije likovnega jezika, likovne semiotike in formalne likovne analize. To je prvi izvirno slovenski leksikon likovne teorije, v katerem je avtor pri obdelavi gesel med seboj povezal tako terminološke kot leksikografske elemente. Napisal je tudi likovnoteoretski priročnik Vidno in nevidno: uvod v formalno likovno analizo: teorija, primeri, metode (2018).
Izdal je tudi kompilacijo Jaz in moj svet: Skice za avtoportret (2024).
Leta 2017 je bil izvoljen za izrednega, 2023 pa za rednega člana SAZU v razredu za umetnosti. V letih 2020-24 je bil predsednik Upravnega odbora Prešernovega sklada.

## Nagrade in priznanja
- 2017. Priznanje Izidorja Cankarja za Leksikon likovne teorije
- 2018: nagrada Majskega salona